# Замостя (Алчевський район)
Замо́стя — село в Україні, у Зимогір'ївській міській громаді Алчевського району Луганської області. Населення становить 181 осіб. До 2020 - орган місцевого самоврядування — Родаківська селищна рада.
Знаходиться на тимчасово окупованій території України. 
Відповідно до Розпорядження Кабінету Міністрів України від 12 червня 2020 року № 717-р «Про визначення адміністративних центрів та затвердження територій територіальних громад Луганської області» увійшло до складу Зимогір'ївської міської громади.